# Маллинз, Патрик
Па́трик Майкл Ма́ллинз (англ. Patrick Michael Mullins; 5 февраля 1992, Новый Орлеан) — американский футболист, нападающий.

## Биография
Маллинз родился в Новом Орлеане, штат Луизиана. Его семья лишилась дома в результате урагана «Катрина» в 2005 году и была вынуждена искать прибежище в Брукхейвене, штат Миссисипи, а затем в Батон-Руж.
В 2008 году Патрик был признан футболистом года в Луизиане среди учащихся старших школ. Между 2007 и 2009 годами тренировался в филиале юношеской академии клуба «Чикаго Файр».
Также Маллинз выступал за любительские клубы из Премьер-лиги развития USL, четвёртого дивизиона: «Батон-Руж Кэпиталс» в 2007 году и «Нью-Орлеанс Джестерс» в 2011 и 2012 годах.
В 2010 году Маллинз поступил в Мэрилендский университет в Колледж-Парке. Выступая за университетскую команду, за 2012 год он удостоился Hermann Trophy, приза лучшему футболисту в Национальной ассоциации студенческого спорта. В сезоне 2013 помог Мэриленду выйти в национальный финал, забив оба гола своей команды в полуфинальном матче против команды Виргинского университета, закончившемся со счётом 2:1. В финальном матче против команды Университета Нотр-Дам он открыл счёт, однако мэрилендцы потерпели поражение, пропустив два ответных мяча. По итогам сезона Маллинз второй год подряд стал обладателем Hermann Trophy.
На Супердрафте MLS 2014 Маллинз был выбран под общим 11-м номером клубом «Нью-Инглэнд Революшн». Его профессиональный дебют состоялся 8 марта в матче стартового тура сезона 2014 против «Хьюстон Динамо». Свой первый гол он забил в ворота «Торонто» во втором матче в составе бостонцев 3 мая.
На Драфте расширения MLS 10 декабря 2014 года Маллинз, оказавшийся в списке незащищённых от выбора игроков, был выбран клубом «Нью-Йорк Сити». За «Сити» дебютировал 15 марта 2015 года в матче против своей бывшей команды «Нью-Инглэнд Революшн», где, выйдя на замену на 84-й минуте, первым же касанием мяча в игре забил гол с передачи Давида Вильи. За полтора года в «Сити» он не смог стать игроком основного состава.
20 июля 2016 года Маллинз был обменян в «Ди Си Юнайтед» на распределительные средства и место иностранного игрока в сезонах 2016 и 2017. За вашингтонцев он дебютировал 23 июля в матче против «Торонто», выйдя на замену на 58-й минуте вместо Альваро Саборио. Счёт своим голам за «Ди Си Юнайтед» открыл 31 июля мячом в ворота «Монреаль Импакт». 27 августа в матче против «Чикаго Файр» оформил хет-трик, за что был назван игроком недели в MLS. Перед началом сезона 2017 «Ди Си Юнайтед» продлил контракт с Маллинзом на улучшенных условиях. 23 сентября 2017 года в матче против «Сан-Хосе Эртквейкс» Маллинз за 31 минуту оформил самый быстрый покер в истории MLS, и был назван игроком недели.
11 июля 2018 года Маллинз перешёл в «Коламбус Крю» за $150 тыс. в распределительных средствах. За «Крю» он дебютировал 21 июля в матче против «Орландо Сити», где вышел замену на 68-й минуте вместо Нико Хэнсена. В следующем матче, 28 июля против «Нью-Йорк Ред Буллз», впервые выйдя в стартовом составе «Коламбуса», забил свой первый гол за клуб.
11 июля 2019 года Маллинз был обменян в «Торонто» на Джордана Хэмилтона, $50 тыс. в целевых распределительных средствах и место иностранного игрока в сезоне 2019. За канадский клуб он дебютировал 20 июля в матче против «Хьюстон Динамо», в котором вышел в стартовом составе, но был заменён в перерыве между таймами на Джози Алтидора. Свой первый гол за «красных» забил 10 августа в матче против «Орландо Сити». По окончании сезона 2021 «Торонто» не стал продлевать контракт с Маллинзом.

## Статистика выступлений
| Выступление          | Выступление      | Выступление      | Лига | Лига | Плей-офф | Плей-офф | Кубок | Кубок | ЛЧ КОНКАКАФ | ЛЧ КОНКАКАФ | Итого | Итого |
| Клуб                 | Лига             | Сезон            | Игры | Голы | Игры     | Голы     | Игры  | Голы  | Игры        | Голы        | Игры  | Голы  |
| -------------------- | ---------------- | ---------------- | ---- | ---- | -------- | -------- | ----- | ----- | ----------- | ----------- | ----- | ----- |
| Нью-Инглэнд Революшн | MLS              | 2014             | 21   | 4    | 3        | 0        | 2     | 1     | —           | —           | 26    | 5     |
| Нью-Инглэнд Революшн | Итого            | Итого            | 21   | 4    | 3        | 0        | 2     | 1     | —           | —           | 26    | 5     |
| Нью-Йорк Сити        | MLS              | 2015             | 24   | 6    | —        | —        | 1     | 0     | —           | —           | 25    | 6     |
| Нью-Йорк Сити        | MLS              | 2016             | 7    | 0    | —        | —        | 1     | 0     | —           | —           | 8     | 0     |
| Нью-Йорк Сити        | Итого            | Итого            | 31   | 6    | —        | —        | 2     | 0     | —           | —           | 33    | 6     |
| Ди Си Юнайтед        | MLS              | 2016             | 14   | 8    | 1        | 0        | —     | —     | —           | —           | 15    | 8     |
| Ди Си Юнайтед        | MLS              | 2017             | 20   | 5    | —        | —        | 0     | 0     | —           | —           | 20    | 5     |
| Ди Си Юнайтед        | MLS              | 2018             | 10   | 0    | —        | —        | 1     | 0     | —           | —           | 11    | 0     |
| Ди Си Юнайтед        | Итого            | Итого            | 44   | 13   | 1        | 0        | 1     | 0     | —           | —           | 46    | 13    |
| Коламбус Крю         | MLS              | 2018             | 10   | 1    | 3        | 0        | —     | —     | —           | —           | 13    | 1     |
| Коламбус Крю         | MLS              | 2019             | 9    | 0    | —        | —        | 2     | 0     | —           | —           | 11    | 0     |
| Коламбус Крю         | Итого            | Итого            | 19   | 1    | 3        | 0        | 2     | 0     | —           | —           | 24    | 1     |
| Торонто              | MLS              | 2019             | 8    | 2    | 3        | 0        | 4     | 1     | —           | —           | 15    | 3     |
| Торонто              | MLS              | 2020             | 16   | 1    | 2        | 1        | —     | —     | —           | —           | 18    | 2     |
| Торонто              | MLS              | 2021             | 25   | 1    | —        | —        | 1     | 0     | 4           | 1           | 30    | 2     |
| Торонто              | Итого            | Итого            | 49   | 4    | 5        | 1        | 5     | 1     | 4           | 1           | 63    | 7     |
| Всего за карьеру     | Всего за карьеру | Всего за карьеру | 164  | 28   | 12       | 1        | 12    | 2     | 4           | 1           | 192   | 32    |